# Суходол (Нижегородская область)
Суходол — опустевшая деревня в составе Большепесочнинского сельсовета в Уренском районе Нижегородской области.

## География
Находится на расстоянии примерно 19 километров по прямой на восток-северо-восток от районного центра города Урень.

## История
Известна с 1790 года, с 1797 крестьяне стали удельными. Население было старообрядцами спасова согласия. В 1856 году было учтено 7 дворов и 69 жителей, в 1916 году 35 дворов и 171 житель. В советское время работал колхоз «Пролетарий». В 1978 году было 27 дворов и 56 жителей, а в 1994 13 дворов и 21 житель. Опустела в 2011 году.

## Население
Постоянное население  составляло 8 человека (русские 89%) в 2002 году, 6 в 2010 .